# John Cameron Mitchell
John Cameron Mitchell (El Paso, Texas, 1963. április 21. –) amerikai író, színész, filmrendező, forgatókönyvíró, producer.

## Élete
Mitchell 1963-ban született a texasi El Pasóban. Apja katona, anyja skót származású tanítónő. Gyermekkorát németországi és skóciai katonai bázisokon töltötte, általában katolikus iskolákba járt. Első színpadi szerepét 11 évesen kapta, egy katolikus fiúiskola karácsonyi darabjában játszotta Szűz Máriát. 1981 és 1985 között a Northwestern Egyetemen tanult.
Első hivatásos színészi munkája Huckleberry Finn-alakítása volt a chicagói Goodman Theatre-ben. Ezután számos szerepet kapott különböző előadásokban a Broadway-en. Televíziós vendégszerepei mellett visszatérő szereplője volt a Party Girl c. sitcomnak is.
1998-ban megírta a Hedwig és a Mérges Csonk c. musicalt, amelyhez a zenét Stephen Trask szerezte. A darab főszereplői egy kelet-német transznemű rockzenész, akinek szeretője ellopja dalait, és hatalmas karriert fut be vele. A musicalből három évvel később filmet is forgatott.
A Hedwig sikere után Mitchell egy újabb filmes vállalkozásba fogott: egy olyan valós szexuális jeleneteket tartalmazó filmet szeretett volna forgatni, amelynek szerepeit nem sztárok, hanem mindennapi emberek játsszák. A hároméves kutatómunka eredményeként készült el a Shortbus című film, amelyet a 2006-os cannes-i fesztiválon mutattak be.
Mitchell New Yorkban lakik. Szülei és barátai előtt 1985-ben vállalta fel másságát, a nyilvánosság számára egy 1992-es, a The New York Timesban megjelent írásban bújt elő. Azóta számos írásában foglalkozott a társadalmi nemek és a szexualitás kérdésével.

## Filmjei
- 2006 – Shortbus
- 2001 – Hedwig és a Mérges Csonk (Hedwig and the Angry Inch)
- 2012 - Csajok című sorozat (Girls) Szerep: David